# Cermatobius martensii
Cermatobius martensii är en mångfotingart som beskrevs av Haase 1885. Cermatobius martensii ingår i släktet Cermatobius och familjen fåögonkrypare. Inga underarter finns listade i Catalogue of Life.